# James Gillingham
James R. Gillingham (* 20. August 1981 in Hamilton, Ontario) ist ein ehemaliger kanadischer Basketballspieler. Gillingham, der auch die Staatsbürgerschaft der Dominikanischen Republik besitzt, spielte nach seinem Studium in den Vereinigten Staaten als Profi zwischen 2004 und 2010 in der deutschen Basketball-Bundesliga bei der TBB Trier. Nach dem Ende seines Engagements in Trier unterschrieb Gillingham keinen neuen Profivertrag mehr als Basketballspieler und war später regionaler Verkaufsleiter eines Nahrungsmittelherstellers in seiner kanadischen Heimat, wo er sich auch als Basketball-Nachwuchstrainer betätigte.

## Karriere
Gillingham ging zum Studium aus seiner kanadischen Heimat in die Vereinigten Staaten an die Bradley University in Peoria (Illinois), wo er von 2000 bis 2004 für die Hochschulmannschaft Braves in der Missouri Valley Conference (MVC) der NCAA Basketball spielte. In seinem ersten Jahr verloren die Braves das Endspiel des Meisterschaftsturniers der MVC 2001 mit sechs Punkten Unterschied gegen die Sycamores der Indiana State University. Auch in den Folgejahren konnten sich die Braves nicht für die landesweite NCAA-Endrunde qualifizieren. Gillingham wurde hier auch erstmals in die kanadische Nationalmannschaft berufen. Es reichte für ihn später jedoch nur zu einer Endrundenteilnahme bei der Basketball-Amerikameisterschaft 2005, bei der Kanada einen enttäuschenden neunten Platz belegte.
Nach dem Ende seiner NCAA-Karriere unterschrieb Gillingham 2004 einen Vertrag beim deutschen Erstligisten TBB Trier in der Basketball-Bundesliga, dem er schließlich nach Vertragsverlängerungen sechs Jahre lang treu sein sollte und bald zum Mannschaftskapitän aufstieg. In dieser Zeit konnten sich die Trierer jedoch nie für die Play-offs der besten acht Mannschaften um die Deutsche Meisterschaft qualifizieren. In der Basketball-Bundesliga 2005/06 scheiterte man als Tabellenneunter nur wegen des schlechteren direkten Vergleichs am Einzug in die Finalrunde. Ansonsten spielte man meist um den Klassenerhalt, den man in der Basketball-Bundesliga 2007/08 sportlich nicht erreichte. Erst nach dem Erwerb einer „Wild Card“ blieb die Mannschaft in der höchsten Spielklasse. Hier traten neben der sportlichen Stagnation zunehmend finanzielle Probleme auf, die in einer pauschalen Gehaltskürzung für die Spieler in der  Basketball-Bundesliga 2009/10 seinen Höhepunkt fand. Obwohl nach Angaben der Vereinsführung diese in Absprache mit den Spielen erfolgte, gab es hier Unmut und Konflikte, die auch Kapitän Gillingham nicht verhindern konnte. Rückblickend äußerte sich auch Gillingham negativ über diese Episode am Ende seiner Trierer Zeit. Nach dem Ende der Spielzeit verpflichteten die Trierer mit Henrik Rödl einen neuen Trainer, der mit verändertem Konzept einen personellen Umbruch einleitete, demzufolge auch Kapitän Gillingham keinen neuen Vertrag mehr bekam. Gillingham unterzeichnete anschließend keinen neuen Vertrag mehr als professioneller Basketballspieler. Seine Schwester Leah heiratete später Nate Doornekamp, der zu Beginn seiner Profikarriere Gillinghams Mannschaftskamerad in Trier war.